# TAMAGO
TAMAGO（たまご）は、門脇舞と福圓美里による声優ユニットである。
「RADIOアニメロミックス」から誕生したユニットだが、番組の卒業により活動を休止。キングレコード（スターチャイルドレコード）に所属していた。

## 作品

### シングル
1. 着メロは歌わない（2004年10月27日発売）
  1. 着メロは歌わない
    - 作詞：有森聡美、作曲・編曲：堀隆

  2. 待ってるから
    - 作詞：有森聡美、作曲・編曲：堀隆

  3. 着メロは歌わない（off vocal version）
  4. 待ってるから（off vocal version）
2. 3D HEART（2005年3月24日発売）
  1. 3D HEART
    - 作詞：有森聡美、作曲：佐藤英敏、編曲：五島翔

  2. LEMON
    - 作詞：広田由佳、作曲：鶴田勇気、編曲：堀隆

  3. 3D HEART（off vocal version）
  4. LEMON（off vocal version）

### アルバム
1. タマゴロミックス（2005年9月22日発売）
  1. Shine Forever
    - 作詞：門脇舞、作曲：shin-go、編曲：unicorn table

  2. 着メロは歌わない
  3. LEMON
  4. 一緒だね
    - 作詞：門脇舞、作曲：shin-go、編曲：unicorn table

  5. 3D HEART
  6. 待ってるから
  7. honey sugar boy
    - 作詞：福圓美里、作曲・編曲：たかはしごう

  8. メガネファイブ参上！
    - 作詞：有森聡美、作曲：佐藤英敏、編曲：YUPA

  9. マイペースでお買いもの
    - 作詞：有森聡美、作曲・編曲：堀隆

  10. 二人の花
    - 作詞：福圓美里、作曲・編曲：大川茂伸

  11. MELO-CHE!
    - 作詞：門脇舞、作曲・編曲：大川茂伸